# 查尔斯·格林 (天文学家)
查尔斯·格林（英語：Charles Green，1734年12月26日—1771年1月29日）是一位英国天文学家，1768年受英国皇家学会指派，参加詹姆斯·庫克船长的努力号三桅帆船前往太平洋观察次年的金星凌日。